# 關心 (專輯)
《關心》是葉蒨文第二十七張個人專輯，第十二張國語專輯，也是她在波麗佳音的最後一張唱片，於1997年11月10日發行。由於亞洲金融風暴關係，台灣波麗佳音於1997年年底倒閉，使得此專輯在台灣的後期宣傳工作暫停。

## 曲目
| 曲序     | 曲目             |          | 作曲       | 备注                         |
| -------- | ---------------- | -------- | ---------- | ---------------------------- |
| 1.       | 是你忘了我的美   | 丁曉雯   | 陳俊廷     | 台灣第二主打                 |
| 2.       | 關心             | 林美杏   | 陳國華     | 台灣第一主打                 |
| 3.       | 直覺             | 陳俊廷   | 陳俊廷     |                              |
| 4.       | 任性             | 鄭淑妃   | 陳泰安     |                              |
| 5.       | 翩翩起舞         | 鄭華娟   | 林學文     |                              |
| 6.       | 從容             | 黃中原   | 黃中原     |                              |
| 7.       | 女人的眼淚是珍珠 | 林燕岑   | 陳俊廷     |                              |
| 8.       | 只願為你付出     | 黃中原   | 黃中原     |                              |
| 9.       | 失去重心         | 丁曉雯   | 王鴻宇     |                              |
| 10.      | 月光沙灘         | 鄭華娟   | 西村由紀江 | 改編自西村由紀江的《砂の華》 |
| 总时长： | 总时长：         | 总时长： | 总时长：   | 42:37                        |

## 發行版本
- 台灣CD/錄音帶版
- 香港CD/錄音帶版
- 中國引進CD/錄音帶版
- 新馬CD/錄音帶版
- 香港復刻CD版

## 音樂錄影帶
- 關心
- 是你忘了我的美